# Kit Kat

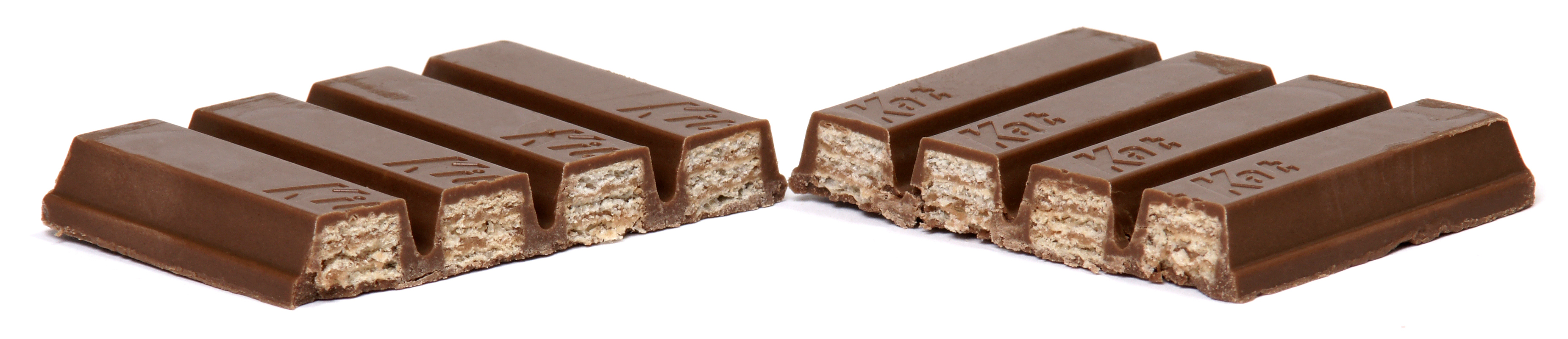
Kitkat delad i mindre bitar.

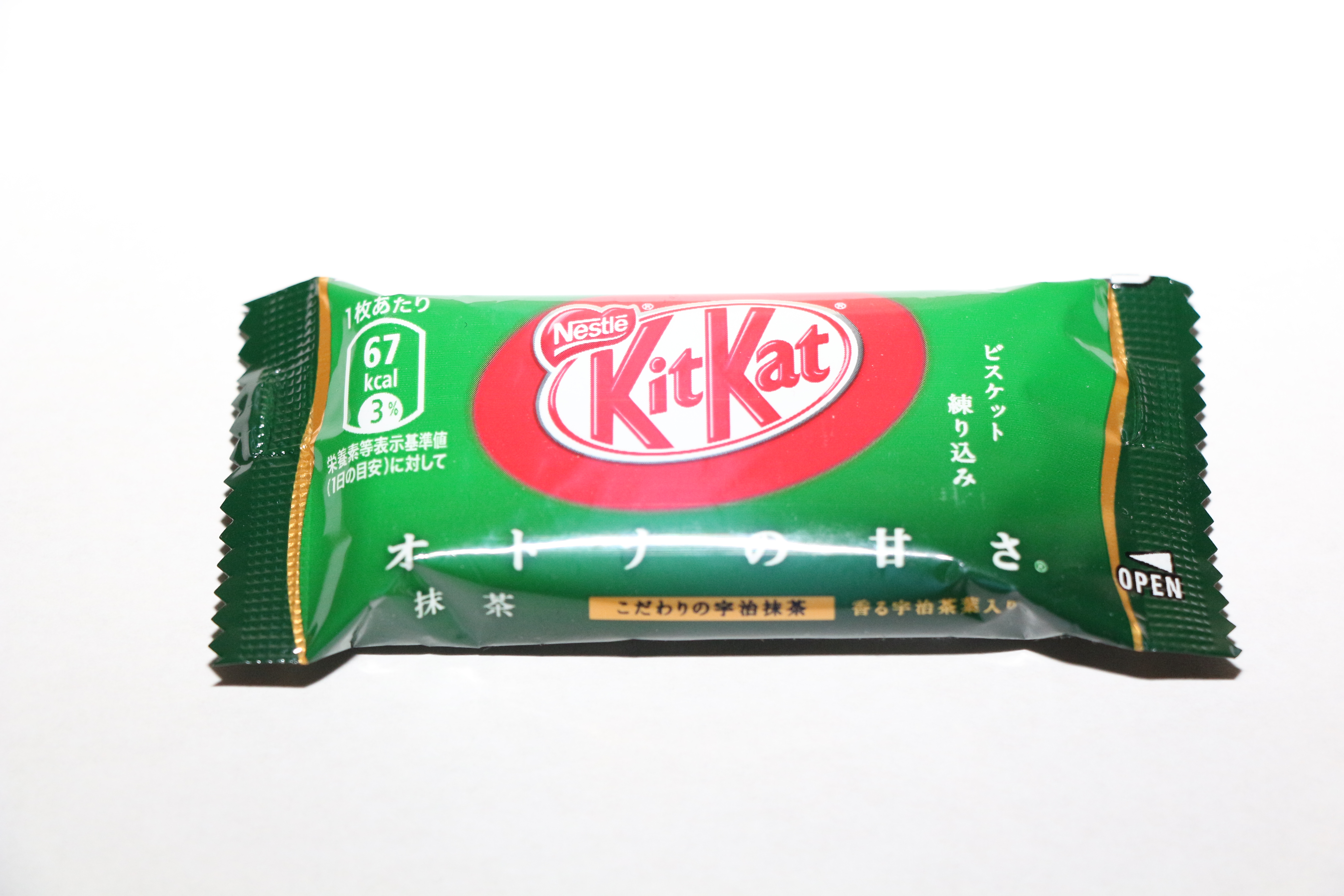
Kit Kat i Japan

Kit Kat eller Kitkat (ofta skrivet KitKat) är en kexchoklad som introducerades på den engelska marknaden 1935 av Rowntree Limited. Företaget köptes upp 1988 av Nestlé. I USA tillverkas Kit Kat på licens av Hershey's. Produkten består av tre lager kex med krämfyllning mellan vilket är överdraget ett tunt skikt mjölkchoklad. Kit Kat är världens näst mest sålda chokladkaka efter Snickers.[källa behövs]

## Tillverkning
Kit Kat tillverkas i följande länder: Kanada, Tyskland, Japan, Australien, Storbritannien, Sydafrika, Kina, Malaysia, Turkiet, Indien, Venezuela, Bulgarien och USA.

## Android
I september 2013 meddelades det att version 4.4 av Googles Android mobila operativsystem skulle heta "KitKat". Google licensierar namnet från Nestlé.